# Cá voi mõm khoằm nhỏ
Cá voi mõm khoằm nhỏ, tên khoa học Mesoplodon peruvianus, là một loài động vật có vú trong họ Ziphiidae, bộ Cetacea. Loài này được Reyes, Mead, & Van Waerebeek mô tả năm 1991 dựa trên mười mẫu vật thu thập được từ Peru giữa 1976 và 1989, bao gồm một con đực lớn 3,72 m. Mẫu vật nhận được từ Paracas, Peru năm 1955 (ban đầu người ta cho là cá voi mõm khoằm Andrews. Từ năm 1987 đến nay đã có 40 lần người ta nhìn thấy loài này.

## Hình ảnh